# Gonzalo Parra-Aranguren
Gonzalo Parra-Aranguren (Caracas, 5 december 1928 – 3 december 2016) was een Venezolaans jurist. Van 1956 tot 1996 was hij hoogleraar aan twee universiteiten in Caracas. Hij was sinds 1985 arbiter van het Permanent Hof van Arbitrage en van 1996 tot 2009 rechter van het Internationaal Gerechtshof.

## Levensloop
Parra-Aranguren studeerde tot 1950 rechtsgeleerdheid en politicologie aan de Centrale Universiteit van Venezuela en vervolgens tot 1952 rechtsvergelijkende wetenschappen aan het Inter-American Law Institute dat deel uitmaakt van de New York-universiteit; hier behaalde hij zijn Master of Laws. Daarna slaagde hij in 1955 cum laude voor zijn doctoraalexamen aan de Ludwig Maximilians-Universiteit in München.
In de jaren erop tot 1996 werd hij hoogleraar internationaal burgerlijk recht aan twee universiteiten in Caracas. Vanaf 1956 was hij dat aan de Centrale Universiteit van Venezuela en vanaf het jaar erop ook aan de Katholieke Universiteit Andrés Bello. Verder was hij sinds 1979 lid van het Institut de Droit International.
Daarnaast was hij van 1958 tot 1971 rechter voor handelsgeschillen en van 1988 tot 1996 rechter voor de beroepskamer van het hooggerechtshof voor burgerlijke, commerciële en arbeidsgeschillen. Hij werkte als arbiter zowel voor zaken in het binnenland als erbuiten, waarbij hij sinds 1985 arbiter is voor het Permanent Hof van Arbitrage in Den Haag. Verder werd hij geregeld opgeroepen als expert van Venezolaans recht bij rechtszaken in het buitenland. In de periode van 1996 tot 2009 werd hij gekozen en tussentijds herbenoemd tot rechter van het Internationaal Gerechtshof, eveneens in Den Haag.
Hij was gasthoogleraar aan verschillende academische instituten wereldwijd, waaronder aan de Haagsche Academie voor Internationaal Recht. Verder was hij lid van verschillende internationale, selecte juridische verenigingen. Hij publiceerde een groot aantal artikelen over nationaliteitswetten, internationaal privaatrecht en internationaal burgerlijk procedureel recht in tijdschriften in eigen en buitenland. Verder bracht hij ongeveer een twintigtal boeken uit.